# Lady Pink
Lady Pink (Sandra Fabara), född 1964 i Ambato, Ecuador, är en graffitimålare verksam i USA. Lady Pink var en föregångare som kvinnlig graffitimålare och har en bred, originell och självständig produktion. 1983 samarbetade hon med konceptkonstnären Jenny Holzer. Hon hade också en roll i fimen ”Wildstyle” med Lee och Zephyr. Lady Pinks motiv skiljer sig från mycket annan graffiti med sina lekfulla varma färger och sina val av ämnen. Man kan se detta i hennes ofta utställda målning ”The Girl in the Window” (1981) eller i de surrealistiska tunnelmotiven (1984). Hon tar upp nya problem i ”The Evils of Fur” (1985) och med en radikal touch i ”Viva el Pueblo” (1984).